# Grandisonia larvata
Espèce
Synonymes
- Dermophis larvatus Ahl, 1934
- Hypogeophis angusticeps Parker, 1941

Statut de conservation UICN

 LC  : Préoccupation mineure
Grandisonia larvata est une espèce de gymnophiones de la famille des Indotyphlidae.

## Répartition
Cette espèce est endémique des Seychelles. Elle se rencontre dans les îles de Mahé, de Praslin, de La Digue, de Félicité, de Sainte Anne et de Silhouette.

## Publication originale
- Ahl, 1934 : Ein neuer Schleichenlurch der Gattung Dermophis von den Seychellen. Zoologischer Anzeiger, vol. 106, p. 284.